# Thomson Holidays
La société Thomson Holidays est un voyagiste britannique fondé en 1965 qui appartient à la société TUI Travel. Elle faisait partie de la corporation Thomson jusqu'à ce qu'elle soit revendue en 1998. Son siège social se situe à Luton. La société possède ses propres bateaux de croisières.